# Olympische Sommerspiele 2012/Teilnehmer (Iran)
| Gelbes Symbol für Goldmedaillen mit stilisierten Olympischen Ringen | Graues Symbol für Silbermedaillen mit stilisierten Olympischen Ringen | Braundes Symbol für Bronzemedaillen mit stilisierten Olympischen Ringen |
| ------------------------------------------------------------------- | --------------------------------------------------------------------- | ----------------------------------------------------------------------- |
| 7                                                                   | 5                                                                     | 1                                                                       |

Der Iran nahm in London an den Olympischen Spielen 2012 teil. Es war die insgesamt 16. Teilnahme an Olympischen Sommerspielen. Das Nationale Olympische Komitee des Iran nominierte 53 Athleten in 14 Sportarten.

## Medaillen
Mit sieben gewonnenen Goldmedaillen, fünf Silbermedaillen und einer Bronzemedaille belegte das iranische Team Platz 12 im Medaillenspiegel.
Anmerkung: Wie im August 2016 bekannt wurde, trat der Kasache Ilja Iljin, der sich bereits bei den Spielen 2008 mit Hilfe von Dopingmitteln die Goldmedaille erschlichen hatte, auch 2012 gedopt an und kam damit ebenfalls auf den ersten Platz. Er wurde vom IOC disqualifiziert und bekam die Goldmedaillen von 2008 und 2012 aberkannt. Auch der zweitplatzierte Russe Alexander Iwanow war gedopt, genauso der drittplatzierte Moldawier Anatolii Cîrîcu, der aufgrund eines im September 2016 erfolgten Nachtests überführt wurde und nach 2007 und 2015 nun ein dreifacher Wiederholungstäter ist.
Es steht außerdem seit September 2016 fest, dass der viertplatzierte Russe Andrei Demanow, der sechstplatzierte İntiqam Zairov (bisher fehlt aber eine offizielle Aberkennung des IOC bei Zairov, es gibt nur eine offizielle Aberkennung für die Platzierung 2008 bei Zairow) und der siebtplatzierte Kasache Almas Öteschow gedopt waren. Damit haben der bisher fünftplatzierte Iraner Saeid Mohammadpour, der bisher achtplatzierte Koreaner Kim Min-jae und der bisher neuntplatzierte Pole Tomasz Zielinski gute Chancen auf Medaillenränge. Allerdings wurde Zielinski selbst zu den Olympischen Spielen 2016 positiv auf Dopingmittel getestet. Wie in der Vergangenheit könnten sich die internationalen Gremien daher auch in diesem Fall dazu entscheiden, Medaillen nicht neu zu vergeben, um einen Dopingsünder nicht nachträglich noch zu ehren.

### Medaillenspiegel
| Medaillenspiegel Iran | Medaillenspiegel Iran | Medaillenspiegel Iran        | Medaillenspiegel Iran     | Medaillenspiegel Iran     | Medaillenspiegel Iran |
| Platz                 | Sportart              | Goldmedaille – Olympiasieger | Silbermedaille – 2. Platz | Bronzemedaille – 3. Platz | Gesamt                |
| --------------------- | --------------------- | ---------------------------- | ------------------------- | ------------------------- | --------------------- |
| 1                     | Ringen                | 4                            | 1                         | 1                         | 6                     |
| 2                     | Gewichtheben          | 3                            | 2                         | –                         | 5                     |
| 3                     | Leichtathletik        | –                            | 1                         | –                         | 1                     |
|                       | Taekwondo             | –                            | 1                         | –                         | 1                     |
| Total                 | Total                 | 7                            | 5                         | 1                         | 13                    |

### Medaillengewinner

#### Gold
| Name                    | Sportart     | Wettkampf                    |
| ----------------------- | ------------ | ---------------------------- |
| Komeil Ghasemi          | Ringen       | Freistil bis 120 kg          |
| Hamid Soryan            | Ringen       | griechisch-römisch bis 55 kg |
| Omid Haji Noroozi       | Ringen       | griechisch-römisch bis 60 kg |
| Ghasem Rezaei           | Ringen       | griechisch-römisch bis 96 kg |
| Saeid Mohammadpour      | Gewichtheben | Klasse bis 94 kg             |
| Navab Nasirshelal       | Gewichtheben | Klasse bis 105 kg            |
| Behdad Salimikordasiabi | Gewichtheben | Klasse über 105 kg           |

#### Silber
| Name                     | Sportart       | Wettkampf          |
| ------------------------ | -------------- | ------------------ |
| Ehsan Hadadi             | Leichtathletik | Diskuswurf         |
| Sajjad Anoushiravani     | Gewichtheben   | Klasse über 105 kg |
| Kianoush Rostami         | Gewichtheben   | Klasse bis 85 kg   |
| Mohammad Bagheri Motamed | Taekwondo      | Federgewicht       |
| Sadegh Saeed Goudarzi    | Ringen         | Freistil bis 74 kg |

#### Bronze
| Name                 | Sportart | Wettkampf          |
| -------------------- | -------- | ------------------ |
| Ehsan Naser Lashgari | Ringen   | Freistil bis 84 kg |

## Teilnehmer nach Sportarten
| Sport          | Männer | Frauen | Gesamt |
| -------------- | ------ | ------ | ------ |
| Schwimmen      | 1      |        | 1      |
| Bogenschießen  | 1      | 1      | 2      |
| Leichtathletik | 9      | 1      | 10     |
| Boxen          | 4      |        | 4      |
| Kanu           | 1      | 1      | 2      |
| Radsport       | 3      |        | 3      |
| Fechten        | 1      |        | 1      |
| Judo           | 1      |        | 1      |
| Rudern         | 1      | 1      | 2      |
| Schießen       | 1      | 2      | 3      |
| Tischtennis    | 1      | 1      | 2      |
| Taekwondo      | 2      | 1      | 3      |
| Gewichtheben   | 6      |        | 6      |
| Ringen         | 13     |        | 13     |
| Total          | 45     | 8      | 53     |

### Bogenschießen
| Athleten                  | Wettbewerb | Qualifikation | Qualifikation | 1. Runde       | 1. Runde | 2. Runde      | 2. Runde      | Achtelfinale  | Achtelfinale  | Viertelfinale | Viertelfinale | Halbfinale    | Halbfinale    | Finale        | Finale        | Rang |
| Athleten                  | Wettbewerb | Ringe         | Rang          | Gegner         | Ergebnis | Gegner        | Ergebnis      | Gegner        | Ergebnis      | Gegner        | Ergebnis      | Gegner        | Ergebnis      | Gegner        | Ergebnis      | Rang |
| ------------------------- | ---------- | ------------- | ------------- | -------------- | -------- | ------------- | ------------- | ------------- | ------------- | ------------- | ------------- | ------------- | ------------- | ------------- | ------------- | ---- |
| Frauen                    |            |               |               |                |          |               |               |               |               |               |               |               |               |               |               |      |
| Zahra Dehghanabnavi       | Einzel     | 614           | 55            | Mariana Avitia | 2:6      | ausgeschieden | ausgeschieden | ausgeschieden | ausgeschieden | ausgeschieden | ausgeschieden | ausgeschieden | ausgeschieden | ausgeschieden | ausgeschieden | 32   |
| Männer                    |            |               |               |                |          |               |               |               |               |               |               |               |               |               |               |      |
| Milad Vaziri Teymoorlooei | Einzel     | 662           | 39            | Luis Velez     | 1:7      | ausgeschieden | ausgeschieden | ausgeschieden | ausgeschieden | ausgeschieden | ausgeschieden | ausgeschieden | ausgeschieden | ausgeschieden | ausgeschieden | 32   |

### Boxen
| Athleten            | Wettbewerb                  | 1. Runde         | 1. Runde | Achtelfinale   | Achtelfinale  | Viertelfinale   | Viertelfinale | Halbfinale    | Halbfinale    | Finale        | Finale        | Rang |
| Athleten            | Wettbewerb                  | Gegner           | Ergebnis | Gegner         | Ergebnis      | Gegner          | Ergebnis      | Gegner        | Ergebnis      | Gegner        | Ergebnis      | Rang |
| ------------------- | --------------------------- | ---------------- | -------- | -------------- | ------------- | --------------- | ------------- | ------------- | ------------- | ------------- | ------------- | ---- |
| Männer              |                             |                  |          |                |               |                 |               |               |               |               |               |      |
| Mehdi Toloutibandpi | Halbweltergewicht bis 64 kg | J. Alonso        | 16-12    | D. Jeleussinow | 10:19         | ausgeschieden   | ausgeschieden | ausgeschieden | ausgeschieden | ausgeschieden | ausgeschieden | 9    |
| Amin Ghasemipour    | Weltergewicht bis 69 kg     | G. Perez         | 8-13     | ausgeschieden  | ausgeschieden | ausgeschieden   | ausgeschieden | ausgeschieden | ausgeschieden | ausgeschieden | ausgeschieden | 17   |
| Ehsan Rouzbahani    | Halbschwergewicht bis 81 kg | J. Monroy Varela | 12:10    | B. Muzaffer    | 18:12         | Ä. Nijasymbetow | 10:13         | ausgeschieden | ausgeschieden | ausgeschieden | ausgeschieden | 5    |
| Ali Mazaheri        | Schwergewicht bis 91 kg     | –                | –        | J. Larduet     | DSQ           | ausgeschieden   | ausgeschieden | ausgeschieden | ausgeschieden | ausgeschieden | ausgeschieden | 9    |

Ali Mazaheri wurde nach drei innerhalb von 56 Sekunden ausgesprochenen Verwarnungen durch den deutschen Ringrichter Frank Scharmach disqualifiziert. Der zu diesem Zeitpunkt mit zwei Punkten führende Mazaheri nannte die Disqualifikation ein „abgekartetes Spiel“. Der Ringrichter wurde vom Weltverband der Amateur-Boxer (AIBA) für fünf Tage suspendiert.

### Fechten
| Athleten        | Wettbewerb   | 1. Runde            | 1. Runde | 2. Runde      | 2. Runde      | Achtelfinale  | Achtelfinale  | Viertelfinale | Viertelfinale | Halbfinale    | Halbfinale    | Finale        | Finale        | Rang |
| Athleten        | Wettbewerb   | Gegner              | Ergebnis | Gegner        | Ergebnis      | Gegner        | Ergebnis      | Gegner        | Ergebnis      | Gegner        | Ergebnis      | Gegner        | Ergebnis      | Rang |
| --------------- | ------------ | ------------------- | -------- | ------------- | ------------- | ------------- | ------------- | ------------- | ------------- | ------------- | ------------- | ------------- | ------------- | ---- |
| Mojtaba Abedini | Säbel Einzel | F. Zalomir Rumänien | 7-15     | ausgeschieden | ausgeschieden | ausgeschieden | ausgeschieden | ausgeschieden | ausgeschieden | ausgeschieden | ausgeschieden | ausgeschieden | ausgeschieden |      |

### Gewichtheben
| Athleten                | Wettbewerb         | Reißen  | Reißen | Stoßen  | Stoßen | Zweikampf | Zweikampf | Rang   |
| Athleten                | Wettbewerb         | Gewicht | Rang   | Gewicht | Rang   | Gewicht   | Rang      | Rang   |
| ----------------------- | ------------------ | ------- | ------ | ------- | ------ | --------- | --------- | ------ |
| Männer                  |                    |         |        |         |        |           |           |        |
| Sohrab Moradi           | Klasse bis 85 kg   | DNF     | DNF    | DNF     | DNF    | DNF       | DNF       | –      |
| Kianoush Rostami        | Klasse bis 85 kg   | 171 kg  | 5      | 209 kg  | 4      | 380 kg    | 3         | Silber |
| Saeid Mohammadpour      | Klasse bis 94 kg   | 183 kg  | 4      | 219 kg  | 6      | 402 kg    | 1         | Gold   |
| Navab Nasirshelal       | Klasse bis 105 kg  | 184 kg  |        | 227 kg  |        | 411 kg    | 2         | Gold   |
| Sajjad Anoushiravani    | Klasse über 105 kg | 204 kg  | 3      | 245 kg  | 3      | 449 kg    | 2         | Silber |
| Behdad Salimikordasiabi | Klasse über 105 kg | 208 kg  | 2      | 247 kg  | 1      | 455 kg    | 1         | Gold   |

### Judo
| Athleten              | Wettbewerb         | 1. Runde         | 1. Runde | Achtelfinale  | Achtelfinale  | Viertelfinale | Viertelfinale | Hoffnungsrunde Halbfinale | Hoffnungsrunde Halbfinale | Halbfinale    | Halbfinale    | Hoffnungsrunde Finale | Hoffnungsrunde Finale | Finale        | Finale        | Rang |
| Athleten              | Wettbewerb         | Gegner           | Ergebnis | Gegner        | Ergebnis      | Gegner        | Ergebnis      | Gegner                    | Ergebnis                  | Gegner        | Ergebnis      | Gegner                | Ergebnis              | Gegner        | Ergebnis      | Rang |
| --------------------- | ------------------ | ---------------- | -------- | ------------- | ------------- | ------------- | ------------- | ------------------------- | ------------------------- | ------------- | ------------- | --------------------- | --------------------- | ------------- | ------------- | ---- |
| Männer                |                    |                  |          |               |               |               |               |                           |                           |               |               |                       |                       |               |               |      |
| Mohammad Reza Roudaki | Klasse über 100 kg | E. Malki Marokko | 000-100  | ausgeschieden | ausgeschieden | ausgeschieden | ausgeschieden | ausgeschieden             | ausgeschieden             | ausgeschieden | ausgeschieden | ausgeschieden         | ausgeschieden         | ausgeschieden | ausgeschieden |      |

### Kanu

#### Kanurennsport
| Athleten            | Wettbewerb | Vorlauf      | Vorlauf    | Halbfinale    | Halbfinale    | Finale        | Finale        | Rang          |
| Athleten            | Wettbewerb | Zeit         | Rang       | Zeit          | Rang          | Zeit          | Rang          | Rang          |
| ------------------- | ---------- | ------------ | ---------- | ------------- | ------------- | ------------- | ------------- | ------------- |
| Frauen              |            |              |            |               |               |               |               |               |
| Arezoo Hakimi       | K-1 200 m  | 44,576 s     | 7 (Lauf 2) | ausgeschieden | ausgeschieden | ausgeschieden | ausgeschieden | ausgeschieden |
| Arezoo Hakimi       | K-1 500 m  | 1:58,598 min | 7 (Lauf 1) | ausgeschieden | ausgeschieden | ausgeschieden | ausgeschieden | ausgeschieden |
| Männer              |            |              |            |               |               |               |               |               |
| Ahmad Reza Talebian | K-1 1000 m | 4:09,651 min | 7 (Lauf 2) | ausgeschieden | ausgeschieden | ausgeschieden | ausgeschieden | ausgeschieden |

### Leichtathletik
Laufen und Gehen
| Athleten         | Wettbewerb   | Vorlauf     | Vorlauf | Halbfinale      | Halbfinale    | Finale        | Finale        | Rang |
| Athleten         | Wettbewerb   | Zeit        | Rang    | Zeit            | Rang          | Zeit          | Rang          | Rang |
| ---------------- | ------------ | ----------- | ------- | --------------- | ------------- | ------------- | ------------- | ---- |
| Männer           |              |             |         |                 |               |               |               |      |
| Reza Ghasemi     | 100 m        | 10,31 s     | 34      | ausgeschieden   | ausgeschieden | ausgeschieden | ausgeschieden | 34   |
| Sajjad Hashemi   | 400 m        | 47,75 s     | 43      | ausgeschieden   | ausgeschieden | ausgeschieden | ausgeschieden | 43   |
| Sajjad Moradi    | 800 m        | 1:48,23 min | 33      | disqualifiziert | -             | ausgeschieden | ausgeschieden | -    |
| Rouhollah Askari | 110 m Hürden | 13,97 s     | 40      | ausgeschieden   | ausgeschieden | ausgeschieden | ausgeschieden | 40   |
| Ebrahim Rahimian | 20 km Gehen  | –           | –       | –               | –             | DNF           | 49            | 49   |

Springen und Werfen
| Athleten          | Wettbewerb  | Qualifikation | Qualifikation | Finale        | Finale        | Rang   |
| Athleten          | Wettbewerb  | Weite/Höhe    | Rang          | Weite/Höhe    | Rang          | Rang   |
| ----------------- | ----------- | ------------- | ------------- | ------------- | ------------- | ------ |
| Frauen            |             |               |               |               |               |        |
| Leila Rajabi      | Kugelstoßen | 17,55 m       | 21            | ausgeschieden | ausgeschieden | 21     |
| Männer            |             |               |               |               |               |        |
| Mohammad Arzandeh | Weitsprung  | -             | -             | -             | -             | -      |
| Amin Nikfar       | Kugelstoßen | 18,62 m       | 16            | –             | –             | 32     |
| Ehsan Hadadi      | Diskuswurf  | 65,19 m       | 6             | 68,18 m       | 2             | Silber |
| Kaveh Mousavi     | Hammerwurf  | 72,70 m       | 22            | ausgeschieden | ausgeschieden | 22     |

### Radsport

#### Straße
| Athleten      | Wettbewerb       | Zeit         | Rang               |
| ------------- | ---------------- | ------------ | ------------------ |
| Männer        |                  |              |                    |
| Alireza Haghi | Straßenrennen    | -            | DNF                |
| Mahdi Sohrabi | Straßenrennen    | -            | über dem Zeitlimit |
| Amir Zargari  | Straßenrennen    | -            | DNF                |
| Alireza Haghi | Einzelzeitfahren | 57:41,44 min | 36                 |

### Ringen
| Athleten                         | Wettbewerb        | 1. Runde                   | 1. Runde | Achtelfinale             | Achtelfinale  | Viertelfinale    | Viertelfinale | Halbfinale            | Halbfinale    | Hoffnungsrunde Viertelfinale | Hoffnungsrunde Viertelfinale | Hoffnungsrunde Halbfinale | Hoffnungsrunde Halbfinale | Hoffnungsrunde Finale | Hoffnungsrunde Finale | Finale           | Finale        | Rang          |
| Athleten                         | Wettbewerb        | Gegner                     | Ergebnis | Gegner                   | Ergebnis      | Gegner           | Ergebnis      | Gegner                | Ergebnis      | Gegner                       | Ergebnis                     | Gegner                    | Ergebnis                  | Gegner                | Ergebnis              | Gegner           | Ergebnis      | Rang          |
| -------------------------------- | ----------------- | -------------------------- | -------- | ------------------------ | ------------- | ---------------- | ------------- | --------------------- | ------------- | ---------------------------- | ---------------------------- | ------------------------- | ------------------------- | --------------------- | --------------------- | ---------------- | ------------- | ------------- |
| Freistil Männer                  |                   |                            |          |                          |               |                  |               |                       |               |                              |                              |                           |                           |                       |                       |                  |               |               |
| Hassan Rahimi                    | Klasse bis 55 kg  | Bajaraagiin Naranbaatar    | 3 PO - 0 | Amit Kumar               | 1 PP - 3      | ausgeschieden    | ausgeschieden | ausgeschieden         | ausgeschieden | ausgeschieden                | ausgeschieden                | ausgeschieden             | ausgeschieden             | ausgeschieden         | ausgeschieden         | ausgeschieden    | ausgeschieden | ausgeschieden |
| Masoud Esmaeilpour               | Klasse bis 60 kg  | Guillermo Torres Cervantes | 3 - 1 PP | D. Schumaghasijew        | 3 PP - 1      | Bessik Kuduchow  | 1 - 3 PP      | -                     | -             | -                            | -                            | Yogeshwar Dutt            | 1 PP - 3                  | ausgeschieden         | ausgeschieden         | ausgeschieden    | ausgeschieden | 7             |
| Mehdi Taghavi                    | Klasse bis 66 kg  | Livan Lopez Azcuy          | 1 PP - 3 | ausgeschieden            | ausgeschieden | ausgeschieden    | ausgeschieden | ausgeschieden         | ausgeschieden | ausgeschieden                | ausgeschieden                | ausgeschieden             | ausgeschieden             | ausgeschieden         | ausgeschieden         | ausgeschieden    | ausgeschieden | ausgeschieden |
| Sadegh Saeed Goudarzi            | Klasse bis 74 kg  | Freilos                    | Freilos  | Kiril Tersiew            | 3 - 1 PP      | Soslan Tigiyev   | 3 PP - 1      | Gábor Hatos           | 3 - 0 PO      | -                            | -                            | -                         | -                         |                       |                       | Jordan Burroughs | 0 - 3 PO      | Silber        |
| Ehsan Naser Lashgari             | Klasse bis 84 kg  | J. Baiduaschow             | 3 - 0 PO | Gadzhimurad Nurmagomedov | 5 - 0 EX      | Ansor Urischew   | 3 PP - 1      | Şərif Şərifov         | 1 PP - 3      | -                            | -                            | -                         | -                         | İbrahim Bölükbaşı     | 1 - 3 PP              | -                | -             | Bronze        |
| Reza Yazdani                     | Klasse bis 96 kg  | Freilos                    | Freilos  | Abdussalam Gadissow      | 3 - 1 PP      | Magomed Mussajew | 3 - 1 PP      | Valerii Andriitsev    | 0 VB - 5      | -                            | -                            | -                         | -                         | Xetaq Qazyumov        | 1 - 3 PP              | -                | -             | 5             |
| Komeil Ghasemi                   | Klasse bis 120 kg | Freilos                    | Freilos  | Arjan Bhullar            | 3 - 0 PO      | Artur Taymazov   | 0 PO - 3      | -                     | -             | -                            | -                            | Nick Matuhin              | 3 PO - 0                  | Tervel Dlagnev        | 3 - 1 PP              | -                | -             | Gold          |
| griechisch-römischer Stil Männer |                   |                            |          |                          |               |                  |               |                       |               |                              |                              |                           |                           |                       |                       |                  |               |               |
| Hamid Soryan                     | Klasse bis 55 kg  | Freilos                    | Freilos  | Arsen Eralijew           | 3 - 1 PP      | Péter Módos      | 3 - 0 PO      | Haakan Nyblom         | 3 PO - 0      | -                            | -                            | -                         | -                         | -                     | -                     | Rövşən Bayramov  | 3 - 0 PO      | Gold          |
| Omid Haji Noroozi                | Klasse bis 60 kg  | Sheng Jiang                | 3 PP - 1 | Iwo Angelow              | 3 PO - 0      | Almat Kebispajew | 3 PP - 1      | Ryūtarō Matsumoto     | 3 PO - 0      | -                            | -                            | -                         | -                         | -                     | -                     | Rewas Laschchi   | 3 PO - 0      | Gold          |
| Saeid Abdevali                   | Klasse bis 66 kg  | Freilos                    | Freilos  | Atakan Yüksel            | 3 PO - 0      | Steeve Guénot    | 0 PO - 3      | ausgeschieden         | ausgeschieden | ausgeschieden                | ausgeschieden                | ausgeschieden             | ausgeschieden             | ausgeschieden         | ausgeschieden         | ausgeschieden    | ausgeschieden | ausgeschieden |
| Habibollah Akhlaghi              | Klasse bis 84 kg  | Pablo Shorey               | 1 PP - 3 | ausgeschieden            | ausgeschieden | ausgeschieden    | ausgeschieden | ausgeschieden         | ausgeschieden | ausgeschieden                | ausgeschieden                | ausgeschieden             | ausgeschieden             | ausgeschieden         | ausgeschieden         | ausgeschieden    | ausgeschieden | ausgeschieden |
| Ghasem Rezaei                    | Klasse bis 96 kg  | Freilos                    | Freilos  | Cenk İldem               | 3 PP - 1      | Artur Aleksanjan | 3 - 0 PO      | Yunior Estrada Falcon | 3 - 0 PO      | -                            | -                            | -                         | -                         | -                     | -                     | Rustam Totrow    | 3 - 0 PO      | Gold          |
| Bashir Babajanzadeh              | Klasse bis 120 kg | Ali Salman                 | 3 - 0 PO | Yuri Patrikeev           | 3 PP - 1      | Johan Eurén      | 0 PO - 3      | ausgeschieden         | ausgeschieden | ausgeschieden                | ausgeschieden                | ausgeschieden             | ausgeschieden             | ausgeschieden         | ausgeschieden         | ausgeschieden    | ausgeschieden | ausgeschieden |

### Rudern
| Athleten       | Wettbewerb | Vorlauf     | Vorlauf | Hoffnungslauf | Hoffnungslauf | Viertelfinale | Viertelfinale | Halbfinale  | Halbfinale | Finale      | Finale | Rang |
| Athleten       | Wettbewerb | Zeit        | Rang    | Zeit          | Rang          | Zeit          | Rang          | Zeit        | Rang       | Zeit        | Rang   | Rang |
| -------------- | ---------- | ----------- | ------- | ------------- | ------------- | ------------- | ------------- | ----------- | ---------- | ----------- | ------ | ---- |
| Frauen         |            |             |         |               |               |               |               |             |            |             |        |      |
| Soulmaz Abbasi | Einer      | 8:17,46 min | 6       | 8:05,99 min   | 2             | 8:27,28 min   | 6             | 8:30,74 min | 6          | 8:57,98 min | 24     | 24   |
| Männer         |            |             |         |               |               |               |               |             |            |             |        |      |
| Mohsen Shadi   | Einer      | 7:27,42 min | 6       | 7:11,55 min   | 2             | 7:32,72 min   | 6             | 8:20,29 min | 6          | 7:31,42 min | 22     | 22   |

### Schießen
| Athleten           | Wettbewerb      | Qualifikation | Qualifikation | Finale | Finale | Ringe | Rang |
| Athleten           | Wettbewerb      | Ringe         | Rang          | Ringe  | Rang   | Ringe | Rang |
| ------------------ | --------------- | ------------- | ------------- | ------ | ------ | ----- | ---- |
| Frauen             |                 |               |               |        |        |       |      |
| Elaheh Ahmadi      | Luftgewehr 10 m | 397           | 5             | 102,1  | 6      | 199,1 | 6    |
| Mahlagha Jambozorg | Luftgewehr 10 m | 391           | 43            | –      | –      | 391   | 43   |

### Schwimmen
| Athleten          | Wettbewerb     | Vorlauf | Vorlauf | Halbfinale | Halbfinale | Finale | Finale | Rang |
| Athleten          | Wettbewerb     | Zeit    | Rang    | Zeit       | Rang       | Zeit   | Rang   | Rang |
| ----------------- | -------------- | ------- | ------- | ---------- | ---------- | ------ | ------ | ---- |
| Männer            |                |         |         |            |            |        |        |      |
| Mohammad Bidarian | 100 m Freistil | 53,93 s | 6       | –          | –          | –      | –      | 42   |

### Taekwondo
| Athleten                 | Wettbewerb       | Achtelfinale  | Achtelfinale | Viertelfinale   | Viertelfinale | Halbfinale     | Halbfinale    | Hoffnungsrunde Halbfinale | Hoffnungsrunde Halbfinale | Hoffnungsrunde Finale | Hoffnungsrunde Finale | Finale         | Finale        | Rang          |
| Athleten                 | Wettbewerb       | Gegner        | Ergebnis     | Gegner          | Ergebnis      | Gegner         | Ergebnis      | Gegner                    | Ergebnis                  | Gegner                | Ergebnis              | Gegner         | Ergebnis      | Rang          |
| ------------------------ | ---------------- | ------------- | ------------ | --------------- | ------------- | -------------- | ------------- | ------------------------- | ------------------------- | --------------------- | --------------------- | -------------- | ------------- | ------------- |
| Frauen                   |                  |               |              |                 |               |                |               |                           |                           |                       |                       |                |               |               |
| Sousan Hajipour          | Klasse bis 67 kg | Carmen Marton | 5 SDP - 4    | ausgeschieden   | ausgeschieden | ausgeschieden  | ausgeschieden | ausgeschieden             | ausgeschieden             | ausgeschieden         | ausgeschieden         | ausgeschieden  | ausgeschieden | ausgeschieden |
| Männer                   |                  |               |              |                 |               |                |               |                           |                           |                       |                       |                |               |               |
| Mohammad Bagheri Motamed | Klasse bis 68 kg | David Boui    | 7 PTF - 2    | Rohullah Nikpai | 5 SDP - 4     | Diogo da Silva | 5 SUP - 5     | -                         | -                         | -                     | -                     | Servet Tazegül | 5 PTF - 6     | Silber        |
| Youssef Karami           | Klasse bis 80 kg | -             | -            | -               | -             | -              | -             | -                         | -                         | -                     | -                     | -              | -             |               |

### Tischtennis
| Athleten        | Wettbewerb | 1. Runde     | 1. Runde | 2. Runde      | 2. Runde      | 3. Runde      | 3. Runde      | 4. Runde      | 4. Runde      | Viertelfinale | Viertelfinale | Halbfinale    | Halbfinale    | Finale        | Finale        |
| Athleten        | Wettbewerb | Gegner       | Ergebnis | Gegner        | Ergebnis      | Gegner        | Ergebnis      | Gegner        | Ergebnis      | Gegner        | Ergebnis      | Gegner        | Ergebnis      | Gegner        | Ergebnis      |
| --------------- | ---------- | ------------ | -------- | ------------- | ------------- | ------------- | ------------- | ------------- | ------------- | ------------- | ------------- | ------------- | ------------- | ------------- | ------------- |
| Frauen          |            |              |          |               |               |               |               |               |               |               |               |               |               |               |               |
| Neda Shahsavari | Einzel     | F. Oshonaike | 3:4      | ausgeschieden | ausgeschieden | ausgeschieden | ausgeschieden | ausgeschieden | ausgeschieden | ausgeschieden | ausgeschieden | ausgeschieden | ausgeschieden | ausgeschieden | ausgeschieden |
| Männer          |            |              |          |               |               |               |               |               |               |               |               |               |               |               |               |
| Noshad Alamian  | Einzel     | J. Han       | 4-0      | P. Tang       | 4-3           | T. Boll       | 0-4           | ausgeschieden | ausgeschieden | ausgeschieden | ausgeschieden | ausgeschieden | ausgeschieden | ausgeschieden | ausgeschieden |